# Chronische recurrente multifocale osteomyelitis
Chronische recurrente multifocale osteomyelitis (afgekort: CRMO) is een zeldzame maar ernstige vorm van chronische niet-bacteriële osteomyelitis. Bij kinderen worden voornamelijk de metafyse van de lange beenderen aangetast, maar er kunnen laesies optreden overal in het skelet en ook andere organen kunnen aangetast worden. Wegens de grote diversiteit in ziektebeeld en symptomen kan de klinische diagnose moeilijk zijn. Momenteel wordt CRMO door de meeste artsen beschouwd als een erfelijke auto-inflammatoire aandoening met symptomen die lijken op die van osteomyelitis. Het gen dat verantwoordelijk zou zijn voor CRMO is nog niet met zekerheid vastgesteld.
CRMO komt voor bij 1 op 1.000.000 individuen en ontstaat voornamelijk bij kinderen tussen de 4 en 14 jaar. CRMO werd lange tijd beschouwd als een kinderziekte maar er zijn ook gevallen op volwassen leeftijd beschreven. Bij meisjes komt de ziekte ongeveer vijfmaal vaker op dan bij jongens. De reden hiervan is niet bekend.

## Symptomen
Bij chronische recurrente multifocale osteomyelitis is er sprake van recurrente episodes van lokale ontsteking en pijn die in meerdere plaatsen van zowel het skelet als andere delen van het lichaam kunnen optreden. De symptomen van een opflakkering lijken sterk op die van een (bacteriële) osteomyelitis met hevige lokale botpijn en zwelling en eventueel roodheid van de huid en mogelijk koorts.  Ook kunnen er abcessen en andere uitingen van ontsteking optreden. De dermatologische manifestaties van CRMO kunnen bestaan uit psoriasis, acne en pustels op de palmen van de handen en de zolen van de voeten. Ten slotte komen uveitis en de ziekte van Crohn ook frequenter voor bij CRMO-patiënten.

## Diagnose
Een MRI of botscan kan de inflammatie en laesies geassocieerd met CRMO in beeld brengen en laboratorium testen van het bloed kunnen ontstekingsfactoren opsporen. Door middel van een biopsie kan een stukje weefsel weggenomen worden voor verder onderzoek. Wanneer de onderzoeken geen oorzakelijk pathogeen vinden en andere mogelijke aandoeningen zijn uitgesloten, kan bij het optreden van meerdere episodes van dergelijke klachten tot de diagnose CRMO gekomen worden.

## Oorzaak
De oorzaak van deze aandoening is onbekend, ondanks intensief onderzoek gedurende meer dan 30 jaar. Vele grondige onderzoeken van bloed en weefsel stalen uit botlaesies bij personen met CRMO konden geen infectieus agens opsporen. Daarom wordt CRMO tegenwoordig als een auto-inflammatoire aandoening (geen auto-immuunziekte) beschouwd met sterke aanwijzingen voor een erfelijke component. De aandoening werd namelijk aangetroffen bij beide individuen van monozygote tweelingen en komt vaak voor in familieverband. Ook is bewezen dat een mutatie in het LPIN2 gen een gelijkaardige ziekte, Majeed syndroom, veroorzaakt.

## Behandeling en prognose
De hoeksteen van de behandeling is het gebruik van ontstekingsremmende geneesmiddelen, de zogenaamde NSAID's. Deze geneesmiddelen kunnen de ontsteking remmen en hebben een positieve invloed op de pijn. Bisfosfonaten kunnen nuttig zijn in het versterken en beschermen van de botten. In bepaalde gevallen kunnen corticosteroïden en zelfs antimetabolieten zoals methotrexaat aangewend worden. Ook meer experimentele behandelingen met interferon, azythromycine en tumor necrosis factor zijn beschreven. Wegens het sterk variabele ziektebeeld en de lage incidentie zijn er weinig tot geen kwaliteitsvolle trials gepubliceerd die de werkzaamheid van voorgenoemde geneesmiddelen kunnen bewijzen.
Er kan ook geopteerd worden voor een chirurgische benadering van laesies en abcessen, al dan niet in combinatie met de farmacotherapeutische behandeling. Dit kan de genezingstijd in bepaalde gevallen inkorten. Zoals steeds moet de behandeling in verhouding staan met de ernst van de symptomen. Agressieve chirurgische behandeling kan het risico op een pathologische fractuur verhogen en moet vermeden worden. Buiten de mogelijk snellere heling van laesies en abcessen zijn er geen aanwijzigingen dat een operatieve ingreep op langere termijn voordelen biedt in vergelijking met een louter non-invasieve behandeling.
CRMO kent een goede prognose. Bij de meeste patiënten verdwijnen de klinische tekenen en symptomen volledig na gemiddeld 5.6 jaar en blijven ze weg. Bij een minderheid blijft de ziekte actief en komen herhaaldelijke opflakkeringen en chronische pijn voor. Meer dan driekwart van de patiënten liepen geen blijvende letsels op na het doorlopen van CRMO.